# دیزج حسین‌بیگ

دیزج حسین‌بیگ یکی از شهرهای بخش کشکسرای شهرستان مرند در استان آذربایجان شرقی ایران است.

## جمعیت
جمعیت شهر دیزج حسین‌بیگ براساس سرشماری عمومی نفوس و مسکن در سال ۱۳۹۵ برابر با ۴٬۰۶۰ نفر (۱٬۲۷۳ خانوار) بوده‌است.